# Ratto delle Sabine

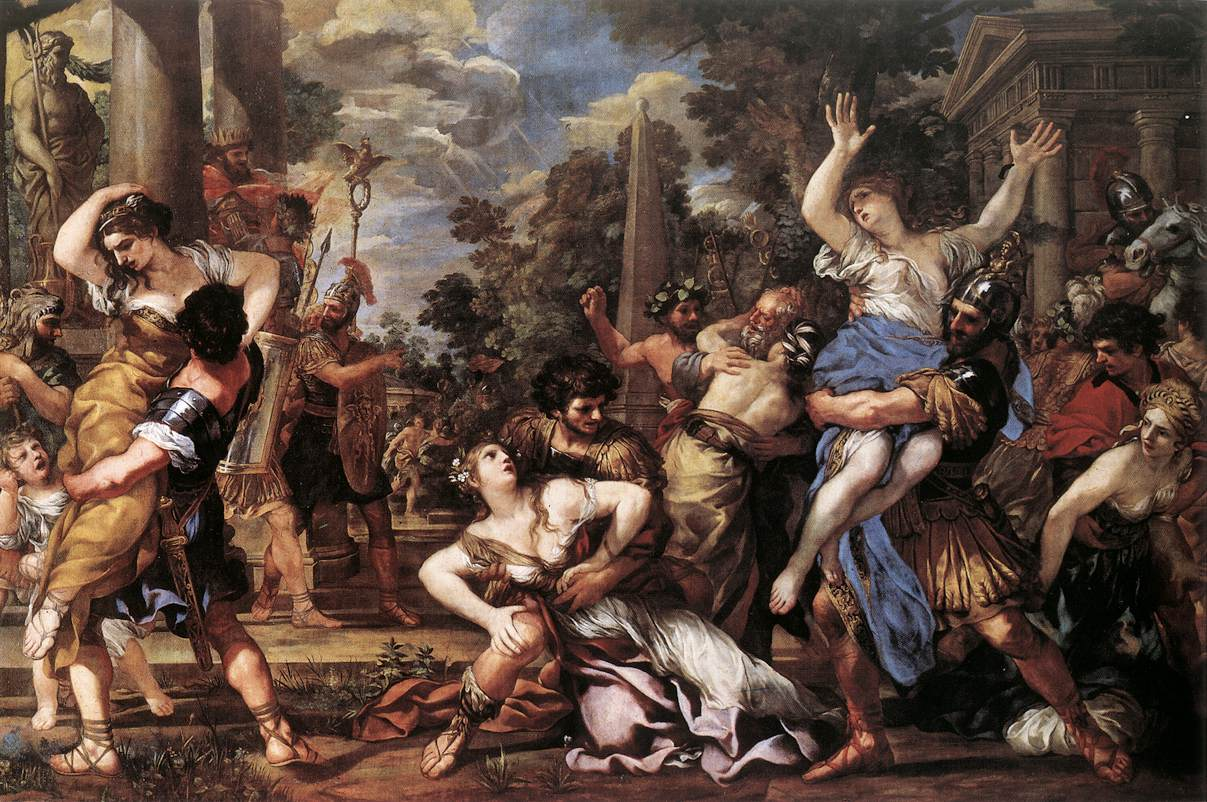
Il celebre ratto delle Sabine, compiuto da Romolo, poco dopo la fondazione di Roma del 753 a.C., nel dipinto di Pietro da Cortona

Il ratto delle Sabine è una fra le vicende più antiche della storia di Roma, avvolta dalla leggenda. Secondo la tradizione, Romolo, dopo aver fondato Roma, si rivolge alle popolazioni vicine per stringere alleanze e ottenere delle donne con cui procreare e popolare la nuova città. Al rifiuto dei vicini risponde con l'inganno: organizza un grande spettacolo per attirare gli abitanti della regione e rapire le loro donne.

## Antefatto
Romolo, divenuto unico re di Roma, decise per prima cosa di fortificare la nuova città, offrendo sacrifici agli dei secondo il rito degli Albani e in onore di Ercole secondo quello dei Greci, così com'erano stati istituiti da Evandro. Con il tempo Roma andò ingrandendosi, tanto da apparire secondo Livio «così solida da poter fare fronte in guerra a qualsiasi delle città confinanti». Erano le donne che scarseggiavano. Questa grandezza era destinata a durare una sola generazione se i Romani non avessero trovato sufficienti mogli con cui procreare nuovi figli per la città.
(Livio, Ab Urbe condita libri, I, 9.)
Secondo Plutarco, Romolo programmò il ratto per costituire in qualche modo l'inizio della fusione tra il popolo dei Romani e quello dei Curiti Sabini.
La gioventù romana non la prese di buon grado, tanto che la soluzione che andò prospettandosi fu quella di usare la forza. Romolo, invece, nel terzo anno del proprio regno decise di dissimulare il proprio risentimento e di allestire dei giochi solenni, chiamati Consualia, dedicati al dio Conso. Quindi ordinò ai suoi di invitare allo spettacolo i popoli vicini: dai Ceninensi, agli Antemnati, Crustumini e Quiriti, questi ultimi stanziati poi sul vicino colle Quirinale. L'obiettivo era quello di compiere un gigantesco rapimento delle loro donne proprio nel mezzo dello spettacolo. Arrivò moltissima gente, con figli (tra cui molte vergini) e consorti, anche per il desiderio di vedere la nuova città.
Secondo la leggenda dei Consualia narrata da Tito Livio nella valle Murcia dove venne edificato il Circo Massimo, sarebbe avvenuto il mitico episodio del ratto delle Sabine, in occasione dei ludi indetti da Romolo in onore del dio Consus, con corse di asini, cavalli o muli, a cui assistevano anche gli equini non concorrenti, agghindati con ornamenti floreali e per quel giorno esentati da ogni lavoro.

## Il rapimento

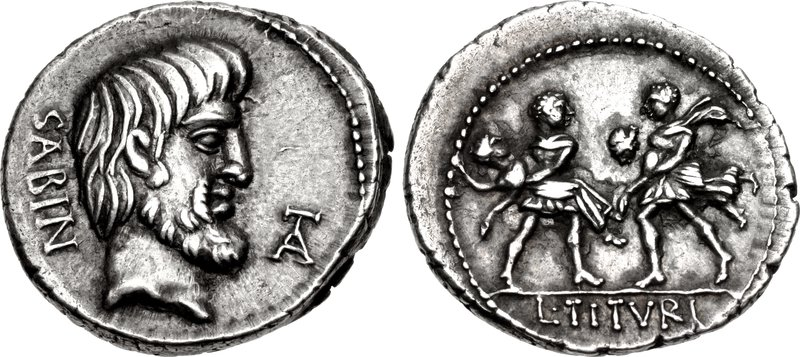
Denario romano dell'89 a.C.. Raffigurati Tito Tazio e Il ratto delle Sabine

Romolo prese posto tra la folla e al segnale convenuto, i suoi uomini estrassero le spade e catturarono le figlie dei Ceninensi, Crustumini, Antemnati e dei Curiti Sabini, lasciando fuggire i loro padri, che abbandonarono la città promettendo vendetta. Alcuni raccontano che furono rapite solo trenta fanciulle, Valerio Anziate 527, Giuba II 683, mentre Plutarco stima non fossero meno di 800. A favore di Romolo depose il fatto che non venne rapita nessuna donna maritata, se si esclude la sola Ersilia, di cui ignoravano la condizione. Il ratto fu spiegato da Plutarco non tanto come un gesto di superbia, ma piuttosto come atto di necessità, al fine di mescolare i due popoli. Il ratto avvenne il 21 agosto nel giorno in cui si celebrarono le feste dei Consualia.
Durante il rapimento si sarebbe verificato l'episodio da cui i Romani deriverebbero la tradizione di gridare Talasius durante le feste di matrimonio. 
(Tito Livio, Ab Urbe condita libri, lib. I, capoverso 9)

## Conseguenze

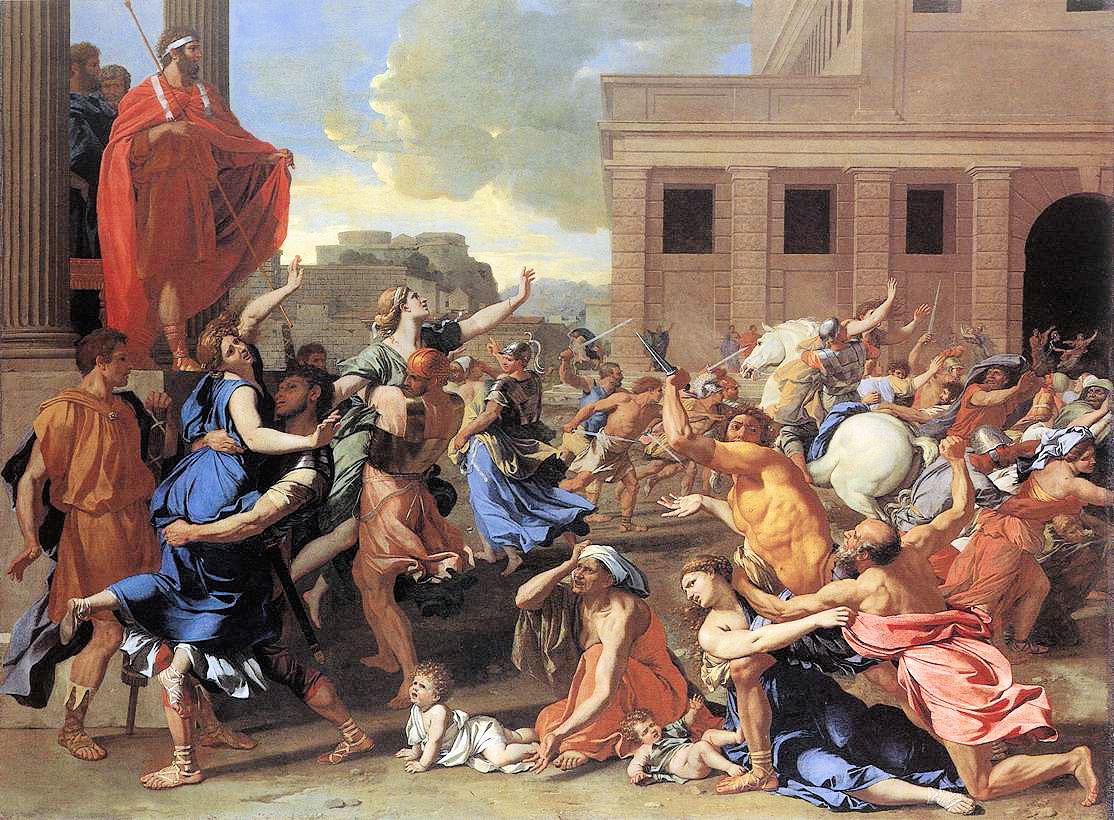
Il Ratto delle Sabine di Nicolas Poussin

Livio sostiene chiaramente che non vi fu violenza sessuale. Al contrario, Romolo offrì alle fanciulle libera scelta e promise loro pieni diritti civili e di proprietà. Egli stesso trovò moglie tra queste fanciulle, il cui nome era Ersilia. I popoli che avevano subito l'affronto chiesero la liberazione delle fanciulle, ma il nuovo re di Roma, non solo si rifiutò di rilasciarle, al contrario chiese loro di accettare i legami di parentela con i Romani. Questo significava solo una cosa: la guerra.
Dei popoli che avevano subito l'affronto, furono sconfitti prima i Ceninensi,, poi gli Antemnati, ed i Crustumini, la cui resistenza durò ancora meno dei loro alleati. Portate a termine le operazioni militari, il nuovo re di Roma dispose che venissero inviati nei nuovi territori conquistati alcuni coloni.

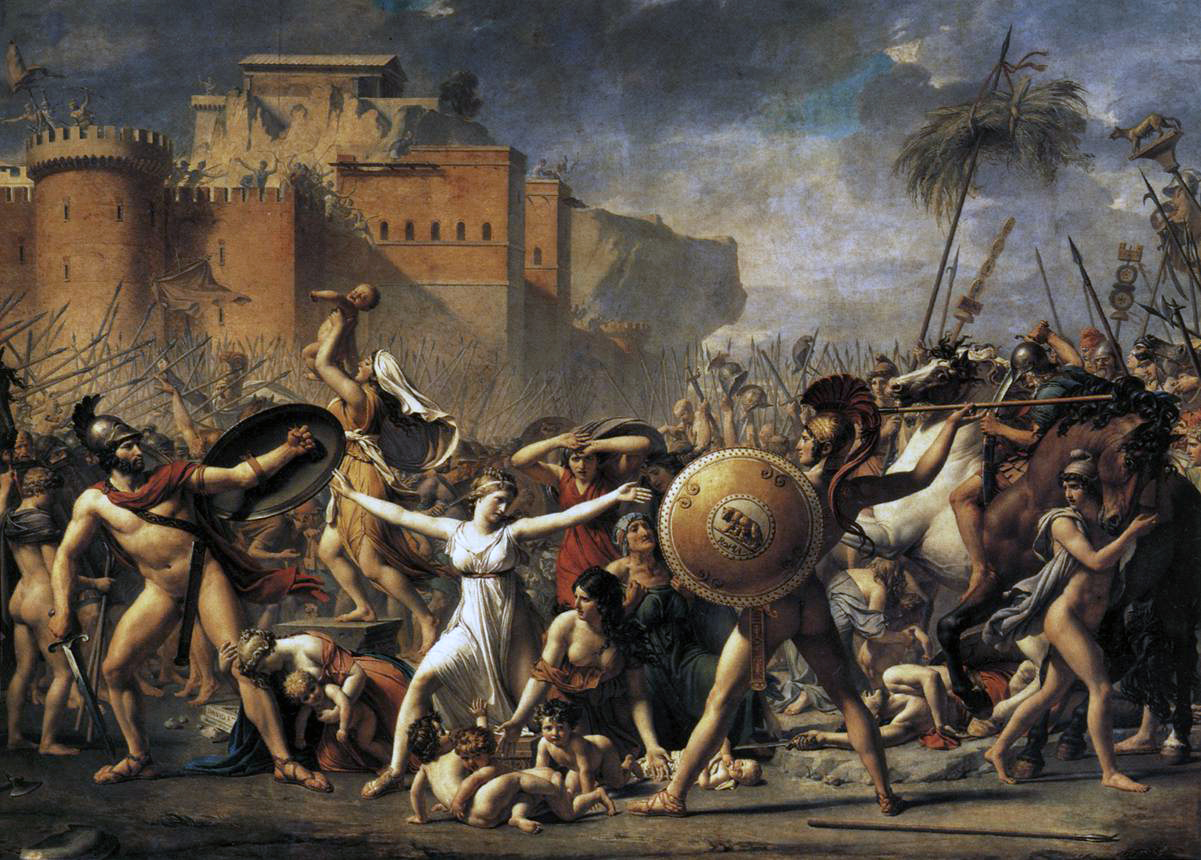
Le donne Sabine fermano la guerra tra Romani e Sabini nel dipinto "Le Sabine" di Jacques-Louis David. Al centro del dipinto, tra Romolo e Tito Tazio, Ersilia

L'ultimo attacco portato a Roma fu quello dei Curiti Sabini, come ci raccontano Livio e Dionigi di Alicarnasso, che prima presero il Campidoglio, con il tradimento di Tarpeia, poi impegnarono i romani in un durissimo scontro nella battaglia del lago Curzio.
Fu in questo momento che le donne sabine, che erano state rapite in precedenza dai Romani, si lanciarono sotto una pioggia di "proiettili" tra le opposte fazioni per dividere i contendenti e placarne la collera.
(Plutarco, Vite parallele, Vita di Romolo, 19, 1-3.)
(Tito Livio, Ab Urbe condita libri, I, 13.)
Con questo gesto entrambi gli schieramenti si fermarono e decisero di collaborare, stipulando un trattato di pace, sulla via che per questo fatto da allora sarebbe stata chiamata Via Sacra, varando l'unione tra i due popoli con comunanza di potere e cittadinanza, associando i due regni (quello di Romolo e Tito Tazio), lasciando che la città dove ora era trasferito tutto il potere decisionale continuasse a chiamarsi Roma, anche se tutti i Romani furono chiamati Curiti (in ricordo della patria natia di Tito Tazio, che era Cures), che vedeva così raddoppiata la sua popolazione (con il trasferimento dei Sabini sul vicino colle del Quirinale). Anche Tito Livio racconta che, per venire incontro ai Curiti Sabini, i Romani presero il nome di Quiriti, dalla città di Cures, mentre il vicino lago nei pressi dell'attuale foro romano fu chiamato, in ricordo di quella battaglia e del comandante sabino scampato alla morte (Mezio Curzio), Lacus Curtius.

## Critica storica
Roma è stata appena fondata, ma appare già come la più forte città della regione. In realtà ci vorranno alcuni secoli perché emerga sulle città vicine. Secondo un'ottica tipica delle società guerriere e patriarcali, Roma è presentata come una città maschile: fondata e resa forte da uomini. Le donne servono per la procreazione e come strumento per stabilire vincoli e alleanze con i popoli vicini. Secondo l'ideologia militare, il rapimento non si configura come un atto di violenza, ma come una risposta necessaria a un affronto. La guerra costituisce la base della forza dello Stato, che però deve essere anche capace di inglobare i popoli conquistati. Il mito del ratto delle Sabine diventa un modello politico: le donne, rapite con la forza, entrano a far parte della cittadinanza, ma il loro matrimonio costituisce la premessa di un'alleanza con il popolo sabino.
Se, da un lato, questo racconto riveste un interesse antropologico (il ratto delle Sabine può essere ricondotto a un particolare rituale matrimoniale che avveniva per rapimento), non si può sottacere che la storiografia latina ha mitizzato l'episodio. In ogni modo appare più probabile che la loro penetrazione a Roma sia stata pacifica: forse i Sabini hanno abbandonato i monti della Sabina poiché vedevano nel trasferimento a Roma la prospettiva di una sistemazione in un centro abitativo nuovo e più vivace. Essi si sarebbero così stabiliti sul Quirinale (o forse sul Campidoglio) nell'attesa di venire incorporati nel nascente organismo urbano.
Questo mito può essere stato inventato anche per spiegare i conflitti accaduti tra le 2 civiltà subito dopo la fondazione di Roma.

## Filmografia
- Il ratto delle Sabine del 1945
- Romolo e Remo del 1961
- Sette spose per sette fratelli del 1954